# Eksplozija u Oštarijama 13. listopada 1991.
Eksplozija u Oštarijama 13. listopada 1991., čin uništenja skladišta JNA u kojima je bilo eksploziva i streljiva, a da ne bi došlo u ruke hrvatskim snagama. 13. listopada silovita eksplozija uništila skladište oružja i streljiva i vojarnu u Oštarijama.

## Važnost skladišta i planovi JNA
Vojno skladište bilo je 4. po količini streljiva i eksploziva u JNA. Osim što je njegov pad u hrvatske ruke značio životno važno opskrbljivanje slabo naoružanih hrvatskih snaga, skladište u Oštarijama imalo je ulogu opskrbe velikosrpskih pobunjenika kojima je davalo autonomiju i samostalnost djelovanja, te da ne moraju biti ovisni o dopremi sa strane. Već odmah nakon održavanja za JNA neželjenih demokratskih izbora, JNA je oduzela oružje TO a iz Zonskoga štaba TO Rijeka:26. stigla je i naredba da se Rajonski štab Plaški dodatno naoruža.:27. Četiri kamiona puna naoružanja i streljiva stigla su im iz skladišta u Skradniku. Krajem lipnja 1991. godine, helikopterom JNA je dovezla veću količinu oružja u Janju Goru. Otkad je podijeljeno oružje, počele su se držati organizirane seoske straže.:28.
Nakon lipanjskog rata u Sloveniji JNA je preko Uprave bezbednosti SSNO pojačala angažiranje na naoružanju TO SAO Krajine. Organizirali su akciju Proboj 1 čije je središte bilo na aerodromu Željavi kod Bihaća. Podjelom oružja i vojne opreme bavio se je visoki časnik iz zapovjedništva 10. korpusa te oficiri sigurnosti „II. detašmana Kontraobavještajne grupe ratnog vazduhoplovstva i protuvazdušne odbrane“, koja je bila u zgradi zapovjedništva 5. korpusa RV i PVO u Zagrebu. Mjesni predsjednici općina i dužnosnici Srpske demokratske stranke koje je instalirao KOS bili su pomoćnici JNA u podjeli oružja. Oružje i opremu izvlačili su iz vojarna JNA u Skradniku i Oštarijama. Namjera je bila naoružati mjesne zajednice s većinskim srpskim stanovništvom: Partizansku Drežnicu, Jasenak, Musulinski Potok, Vitunj, Donje i Gornje Dubrave u ogulinskoj općini, povezati ih sa susjednim većinsko srpskim naseljima na području općine Vrbovsko (Gomirje i Srpske Moravice) te zajedno sa Srbima Plaščanske doline, već izdvojenom iz teritorijalne cjelovitosti
ogulinske općine, priključiti SAO Krajini. Moćni zaštitnik pobunjenih plaščanskih Srba bio je slunjski poligon JNA. Plaščanski Srbi imali su ulogu u amputiranju Hrvatske: sve cestovne i željezničke prometnice koje vode ka Jadranu presjeći na području općina Ogulin i Otočac i staviti pod nadzor. JNA bi tim planom izbila na more, a ostali bi izolirani Karlovac, Ogulin, Brinje, Otočac i Gospić koji bi potom bili opkoljeni i okupirani.:26.

## Tijek događaja na bojištu
25. srpnja 1991. iz oštarijskog skladišta dostavljeni su oružje, oprema i streljivo u sela Gomirje, Brestovac, Vitunj, Ponikve i Popovo Selo, a dijelom i u Jasenak i Drežnicu.:197.
JNA je gubila na ogulinskom bojištu. Početkom rujna predale su se vojarne u Ogulinu, a 19. rujna su hrvatske snage oslobodile su vojarne u Skradniku.
Ostao je problem velikih vojnih skladišta u Oštarijama. Samo skladište „Oštarije I“. po količini uskladištenih streljačkih i ubojito borbenih sredstava bilo četvrto skladište JNA. Eksplozija skladišta i vojarne ugrozila bi područje od Oštarija do Ogulina i imala bi velike štetne posljedice. Zbog toga hrvatska strana nije ni razmatrala nasilnim putem osloboditi vojarnu. Poduzelo se pregovore s upraviteljima skladišta. Pregovaralo se na više razina, od mjesne do državne.
Komanda 13. korpusa je pregovarala s riječkim političarima ne pokušavajući ništa riješiti. Bili su u nepovoljnijem položaju i strpljivo su čekali. Ničim nisu pokazivali namjeru predati se. Po svemu su čekali rasplet događaja na bojištima po Hrvatskoj. Slušali su upute iz Vrhovne komande Oružanih snaga SFRJ. Znali su da bi prodorom snaga JNA prema Gorskom kotaru došlo do povoljnijeg položaja za 13. korpus, a u Gorskom kotaru dio Srba 196 potajice je naoružavan i bio je spreman oružano se boriti protiv Hrvatske.:197.
Nakon neuspješnih dugotrajnih pregovora s hrvatskom stranom, JNA je odlučila dignuti u zrak objekte. Prije detonacija oficiri JNA povukli su se na Krpel, a otamo su helikopterom odletjeli na slunjski poligon. Poručnik JNA Drašković minirao je skladišta eksplozivom sa satnim mehanizmom namještenim da eksplodira svakih 15 minuta. Bezočni oficiri ostavili su u skladištu prestrašene ročnike JNA koji koji nisu znali što im nadređeni čine. Mještani su primili nesretne vojnike i odveli ih do policijske ispostave PI Josipdol. Pripadnici JNA iz skladišta Oštarije II zapalili su u 9 sati skladišta i opremu. Istovremeno u nizu eksplodiralo je u skladištu Oštarije I. Neželjeni scenarij se dogodio. Detonacije su teško oštetile stambene i gospodarske zgrade na području Oštarija. Vojarna je sravnjena sa zemljom. Najveće skladište 5. armijske oblasti gotovo potpuno je uništeno. Detonacije su odjekivale sve do kasnog poslijepodneva.
Istog dana kad je uništeno skladište, JNA je objavila da su dva skladišta oružja u Rijeci uništena udarom groma, što je izazvalo opravdane sumnje u povezanost eksplozija. Oba su skladišta bila u zoni odgovornosti Komande 13. korpusa. Tehnički je doista moguće da je požar namjerno izazvan t.j. da je stručnjak mogao navesti grom. Prevelika je nevjerojatnost bila da su pokraj ugrađenih specijalnih gromobranskih instalacija i ploča, gromovi udarili istodobno na dva različita mjesta i to u oba slučaja – vojna objekta.:196.
Ipak, spašena je veća količina streljiva i ostalih sredstava iz skladišta Oštarije I. Četiri skladišta u vojarni Oštarije II ostala su neoštećena pa su hrvatske snage zaplijenile veliku količinu hrane i ostale ratne pričuve.
Iza eksplozije ostao je vrlo velik broj razasutih najrazličitijih neeksplodiranih ubojnih sredstava na prostoru skladišta. Osim toga, okolica vojarne i skladište bila je minirana. Stanovnici i danas osjećaju posljedice ekplozije, jer do danas nisu sanirane te i dalje predstavljaju veliku opasnost. Ostala je zagađenost zraka, vode i zemlje od posljedica eksplozije. Stradalo je više mjestana od kojih su neki ostali trajni invalidi, osobito prilikom skupljanja sekundarnih sirovina. Posljednji tragični događaj zbio se 14. veljače 2014. godine. Do danas nije sanirana ratna šteta nastala prilikom eksplozije na mnogim obiteljskim i društvenim objektima.